# Raluca Elena Joițoiu
Raluca Elena Joițoiu (* Raluca Elena Platon am 11. Juni 1993 in Bukarest) ist eine ehemalige rumänische Tennisspielerin.

## Karriere
Joițoiu begann mit sechs Jahren das Tennisspielen und bevorzugt Sandplätze. Sie spielte vorrangig auf der ITF Women’s World Tennis Tour, wo sie einen Titel im Einzel und 22 im Doppel gewinnen konnte.

## Turniersiege

### Einzel
| Nr. | Datum              | Turnier | Kategorie   | Belag | Finalgegnerin   | Ergebnis |
| --- | ------------------ | ------- | ----------- | ----- | --------------- | -------- |
| 1.  | 25. September 2011 | Varna   | ITF $10.000 | Sand  | Dalija Safirowa | 6:0, 6:1 |

### Doppel
| Nr. | Datum              | Turnier   | Kategorie   | Belag | Partnerin                | Finalgegnerinnen                           | Ergebnis         |
| --- | ------------------ | --------- | ----------- | ----- | ------------------------ | ------------------------------------------ | ---------------- |
| 1.  | 28. August 2010    | Vinkovci  | ITF $10.000 | Sand  | Réka Luca Jani           | Indire Akiki Zuzana Linhová                | 6:3, 6:0         |
| 2.  | 23. Oktober 2010   | Dubrovnik | ITF $10.000 | Sand  | Ingrid-Alexandra Radu    | Elora Dabija Nataša Zorić                  | 1:6, 6:1, [10:6] |
| 3.  | November 2010      | Mallorca  | ITF $10.000 | Sand  | Diana Enache             | Maria João Koehler Awgusta Zybyschewa      | 6:3, 7:63        |
| 4.  | 23. September 2011 | Varna     | ITF $10.000 | Sand  | Camelia-Elena Hristea    | Jana Jandová Monika Tůmová                 | 6:2, 6:3         |
| 5.  | 11. November 2011  | Antalya   | ITF $10.000 | Sand  | Laura-Ioana Paar         | Vaszilisza Bulgakova Elena Kulikova        | 6:4, 6:1         |
| 6.  | Juni 2012          | Balș      | ITF $10.000 | Sand  | Laura-Ioana Paar         | Camelia Hristea Alice-Andrada Radu         | 5:7, 6:3, [10:8] |
| 7.  | 11. August 2012    | Pirot     | ITF $10.000 | Sand  | Eva Wacanno              | Dalia Zafirova Lina Gjorcheska             | 6:2, 1:6, [10:8] |
| 8.  | August 2012        | Bukarest  | ITF $10.000 | Sand  | Laura-Ioana Paar         | Julia Helbet Sofiko Kadzhaya               | 3:6, 6:2, [10:5] |
| 9.  | 17. November 2012  | Antalya   | ITF $10.000 | Sand  | Laura-Ioana Paar         | Hülya Esen Lütfiye Esen                    | 6:4, 3:6, [10:7] |
| 10. | 16. Februar 2013   | Antalya   | ITF $10.000 | Sand  | Teodora Mirčić           | Ekaterine Gorgodze Sofia Kvatsabaia        | 1:6, 4:5 Aufgabe |
| 11. | 25. Mai 2013       | Timișoara | ITF $10.000 | Sand  | Elena-Teodora Cadar      | Alexandra Damaschin Bianca Hincu           | 6:3, 1:6, [10:7] |
| 12. | 21. Juni 2013      | Bukarest  | ITF $10.000 | Sand  | Laura-Ioana Paar         | Raluca Ciufrila Andreea Ghițescu           | 6–2, 7–62        |
| 13. | 30. Juni 2013      | Balș      | ITF $10.000 | Sand  | Jaqueline Cristian       | Oana Georgeta Simion Gabriela Talaba       | 7:64, 6:4        |
| 14. | 27. September 2013 | Varna     | ITF $10.000 | Sand  | Eva Wacanno              | Michaela Boev Camelia Hristea              | 6:3, 6:4         |
| 15. | November 2013      | Antalya   | ITF $10.000 | Sand  | Diana Enache             | Ekaterine Gorgodse Pia König               | 3:6, 6:3, [10:5] |
| 16. | 9. November 2013   | Antalya   | ITF $10.000 | Sand  | Diana Enache             | Lina Gjorcheska Martina Kubičíková         | 7:5, 6:1         |
| 17. | 14. Dezember 2013  | Antalya   | ITF $10.000 | Sand  | Diana Enache             | Michika Ozeki Hikari Yamamoto              | 7:5, 6:1         |
| 18. | 28. Juni 2014      | Bukarest  | ITF $10.000 | Sand  | Cristina-Mădălina Stancu | Nikolá Horáková Anastasia Vdovenco         | 6:1, 6:3         |
| 19. | 12. Juli 2014      | Iași      | ITF $10.000 | Sand  | Cristina-Mădălina Stancu | Oana Georgeta Simion Gabriela Lee          | 2:6, 6:4, 10:6   |
| 20. | 23. August 2014    | Bukarest  | ITF $10.000 | Sand  | Cristina-Mădălina Stancu | Camelia-Elena Hristea Oana Georgeta Simion | 6:1, 6:1         |
| 21. | 3. Oktober 2014    | Albena    | ITF $10.000 | Sand  | Diana Enache             | Helen Ploskina Anastasia Vodovenco         | 6:2, 6:2         |
| 22. | 24. Oktober 2014   | Pula      | ITF $10.000 | Sand  | Diana Enache             | Inger van Dijkman Janneke Wikkerink        | 6:2, 7:5         |

## Persönliches
Joițoiu hat Psychologie an der Universität Spiru Haret studiert. Dort nahm sie auch an den „University Tennis Championship“ teil, die von der „Student Sport Association“ aus Bukarest organisiert wurde.
Sie ist mit Alex Joițoiu verheiratet und hat einen Sohn (Stand 2016).